# Barbaggio
 Barbaggio  là một xã ở tỉnh Haute-Corsetrên đảo Corse, Pháp. Xã này có diện tích 10,86 km², dân số năm 1999 là 164 người. Khu vực này có độ cao 300 mét trên mực nước biển.
Barbaggio có chung một khu bảo tồn thiên nhiên Oletta rộng 32 ha (79 mẫu Anh).